# Zhang Bojun
Zhang Bojun (chinesisch 章伯鈞, Pinyin Zhāng Bójūn; * 17. November 1895; † 17. Mai 1969) war ein chinesischer Politiker und Intellektueller.

## Leben
Zhang studierte von 1922 bis 1926 Philosophie in Deutschland und schloss sich der Kommunistischen Partei Chinas an, nachdem er sich eng mit Zhu De befreundete. Er verließ die Kommunistische Partei Chinas im Jahr 1927 und gründete gemeinsam mit anderen zwei Parteien, die heute noch zu den zugelassenen Parteien in China gehören. Vor der Gründung der Volksrepublik China im Jahr 1949 war er Dekan einer Hochschule zur Ausbildung von Lehrern in der Provinz Anhui und später Englischprofessor an der Sun-Yat-sen-Universität (Guangdong). 
Von 1954 bis 1959 war er stellvertretender Vorsitzender der Politischen Konsultativkonferenz des chinesischen Volkes, und Minister des Verkehrsministeriums. Er gehörte zu den Intellektuellen, die während der Hundert-Blumen-Bewegung ihre Kritik an der Regierungspolitik äußerten. Zhang wurde in der Anti-Rechts-Bewegung, die die Hundert-Blumen-Bewegung beendete, von seinem Posten entlassen und als Rechtsabweichler verurteilt. Er gehört zu den prominentesten Opfern dieser Anti-Rechts-Bewegung, während der in China mehr als 400.000 Menschen den Verfolgungen zum Opfer fielen und in Arbeitslagern und Gefängnissen verschwanden. Zhang Bojun gehörte wie andere hochrangige Politiker zu den Personen, die zwei Jahre später amnestiert wurden. Seine 10.000 Bände umfassende Bibliothek wurde während der Kulturrevolution zerstört.
Seine Tochter ist die chinesische Schriftstellerin Zhang Yihe.

## Belege
1. ↑  Biographie, China Vitæ, aufgerufen am 19. Januar 2007
2. ↑  The International PEN Award For Independent Chinese Writing, EastSouthWestNorth, aufgerufen am 9. Januar 2007
3. ↑   Sabine Dabringhaus: Geschichte Chinas im 20. Jahrhundert. Verlag C. H. Beck, München 2009, ISBN 978-3-406-592867, S. 120
4. ↑   Philip Short: Mao – A Life. Hodder & Stoughton, London 1999, ISBN 0-340-60624-X, S. 470
5. ↑  Como o Partido Comunista Chinês destruiu a cultura tradicional (Memento vom 24. Februar 2007 im Internet Archive), La Gran Época editorial, 23. März 2006, aufgerufen am 9. Januar 2007

| Personendaten    | Personendaten                              |
| ---------------- | ------------------------------------------ |
| NAME             | Zhang, Bojun                               |
| ALTERNATIVNAMEN  | Zhāng, Bójūn; Bójūn Zhāng                  |
| KURZBESCHREIBUNG | chinesischer Politiker und Intellektueller |
| GEBURTSDATUM     | 17. November 1895                          |
| STERBEDATUM      | 17. Mai 1969                               |